# Šljivovica (città)
Šljivovica (in serbo Шљивовица?) è un villaggio della Serbia, situato nel comune di Čajetina. Nel 2002 aveva 573 abitanti, la maggioranza dei quali serbi.
Il villaggio è conosciuto per la sagra annuale della Slivovitz che vi si tiene ogni anno.